# Chico Albuquerque
Chico Albuquerque (Fortaleza 25 de abril de 1917 — 26 de dezembro de 2000) foi um fotógrafo brasileiro.

## Biografia
Filho de um casal de fotógrafos, Francisco Afonso de Albuquerque nasceu em Fortaleza em 25 de abril de 1917. Seu primeiro contato com a Fotografia foi aos quinze anos ao fazer um documentário de curta-metragem.
Especializou-se em retratos, profissionalizando-se em 1934. Mudou-se para São Paulo em 1945 e abriu seu próprio estúdio de fotografias. Foi membro do Foto Cine Clube Bandeirante onde participou ativamente do movimento chamado Fotoclubismo.
Em 1948, foi o primeiro fotógrafo no país a produzir uma campanha publicitária registrando produto e modelo para uma campanha da Johnson & Johnson, assinada pela agência J.W. Thompson. Até então as campanhas eram concebidas para utilizar apenas ilustrações e desenhos. Chico deu início a um mercado inexplorado no Brasil.
Importou em 1958 o primeiro equipamento de flashs eletrônicos do Brasil.
Participou de diversas exposições e mostras nacionais e internacionais de Fotografia, e obteve Medalhas de Ouro em Frankfurt, Turim e Buenos Aires.
Vítima de um enfarte fatal, Chico Albuquerque faleceu 26 de dezembro de 2000 sem assistir ao lançamento de Mucuripe – livro coletânea de 63 fotos em preto e branco registradas na praia da capital cearense, dez anos após as filmagens de It’s All True. Chico Albuquerque faleceu na madrugada seguinte ao dia em que conferiu a prova do livro que estava fazendo.

## It´s All True e Mucuripe
As filmagens são iniciadas em 1941 no México e Brasil. Welles registra imagens de favelas, escolas de samba e os jangadeiros do Ceará que iriam para o Rio de Janeiro, reclamar melhores condições ao presidente Getúlio Vargas. Em  1942 Chico Albuquerque foi convidado fazer as fotografias de cena (still) do filme e registra as cenas dos jangadeiros do Ceará.
No entanto, os rolos de filme que chegavam aos Estados Unidos,  não agradavam ao governo americano, que esperava por uma América Latina maquiada de  acordo com sua política de boa vizinhança.
Um acidente durante a filmagem na jangada que aportava ao Rio, tirou a vida de um dos personagens, Jacaré. Após o ocorrido, Welles abandonou as gravações e voltou para os Estados Unidos. O filme nunca foi concluído.
A experiência com Welles marca profundamente Chico Albuquerque que, 10 anos depois, retorna a Fortaleza e registra além da paisagem cearense, a vida dos jangadeiros, seu cotidiano, a luta pela sobrevivência e a importância do mar em suas vidas. Este registro é um de seus mais reconhecidos ensaios: Mucuripe.

## Premiações
- 1950 - 1o. Prêmio. Medalha de ouro, Foto Cine Brasileiro – RJ.
- 1951 - 10o. Salão Fotográfico Internacional de São Paulo - Medalha de bronze.
- 1952 - Concurso Alexandre Del Conte. Melhor conjunto estrangeiro - Medalha de ouro - Argentina.
- 1952 - Salão Sergipano - Medalha de ouro.
- 1952 - Medalha Edmundo Macedo Soares. - 3o. Lugar representando no exterior a Arte Fotográfica Brasileira.
- 1953 - Salão Internacional de Frankfurt - Medalha de ouro - Melhor retrato.
- 1953 - 6o. Salão Internacional de Fotografias de San Sebastian. Medalha de prata - Espanha.
- 1954 - 1o. Salão Internacional de Santos - Medalha de ouro.
- 1954 - Salão Internacional de Santo André. 1o. Prêmio. SP.
- 1958 - Troféu da Escola de Propaganda de São Paulo.
- 1983 - Prêmio Colunista. "Fotógrafo do Ano."
- 1996 - Medalha da Abolição - Homenagem do Governo do Estado do Ceará.
- 1998 - Prêmio Nacional de Fotografia. Contribuição à fotografia brasileira, Funarte – RJ.

## Exposições
- 2013 - A São Paulo de Chico Albuquerque, Espaço Itaú de Cinema Frei Caneca, São Paulo, SP.
- 2013 - O Estúdio Fotográfico Chico Albuquerque, MIS (Museu da Imagem e do Som), São Paulo, SP.